# Jim Garvin
James D. Garvin, detto Jim (5 febbraio 1950), è un ex cestista statunitense, professionista nella NBA.

## Carriera
Venne scelto con la seconda chiamata del 17º giro (204ª assoluta) del Draft NBA 1973 dai Buffalo Braves. Con i Braves giocò sei partite segnando 0,3 punti in 1,8 minuti, prima di essere tagliato il 24 novembre del 1973.